# Корсаковський міський округ
Корсаковський район (рос. Корсаковский район) — адміністративно-територіальна одиниця (район) та муніципальне утворення (муніципальний район) у складі Сахалінської області Російської Федерації.
Адміністративний центр — місто Корсаков.

## Географія
Знаходиться на південної части острова Сахалін.
Корсаковський район прирівняний до районів Крайньої Півночі.

## Історія
Район утворений 15 червня 1946 року. З 1905 по 3 вересня 1945 року входив до складу губернаторства Карафуто Японії.

## Населення
| 2002    | 2009    | 2010    | 2011    | 2012    | 2013    | 2014    |
| ------- | ------- | ------- | ------- | ------- | ------- | ------- |
| 8684    | ↗43 242 | ↘41 411 | ↘41 299 | ↘41 058 | ↘40 665 | ↘40 157 |
| 2015    | 2016    | 2017    | 2018    | 2019    |         |         |
| ↘40 144 | ↗40 183 | ↗40 398 | ↗40 478 | ↗40 838 |         |         |